# 尼拉吉里
尼拉吉里（Nilagiri），是印度奥里萨邦Baleshwar县的一个城镇。总人口14745（2001年）。

## 人口
该地2001年总人口14745人，其中男性7562人，女性7183人；0—6岁人口1908人，其中男978人，女930人；识字率60.15%，其中男性为66.46%，女性为53.50%。